# UGC 1840
Arp 145/UGC 1840 ist ein interagierendes Galaxienpaar im Sternbild Andromeda, die etwa 248 Millionen Lichtjahre von der Milchstraße entfernt ist. Halton Arp gliederte seinen Katalog ungewöhnlicher Galaxien nach rein morphologischen Kriterien in Gruppen. Diese Galaxie gehört zu der Klasse Elliptischer Galaxien mit ausströmenden Material (Arp-Katalog).